# 第二次漢城戰役

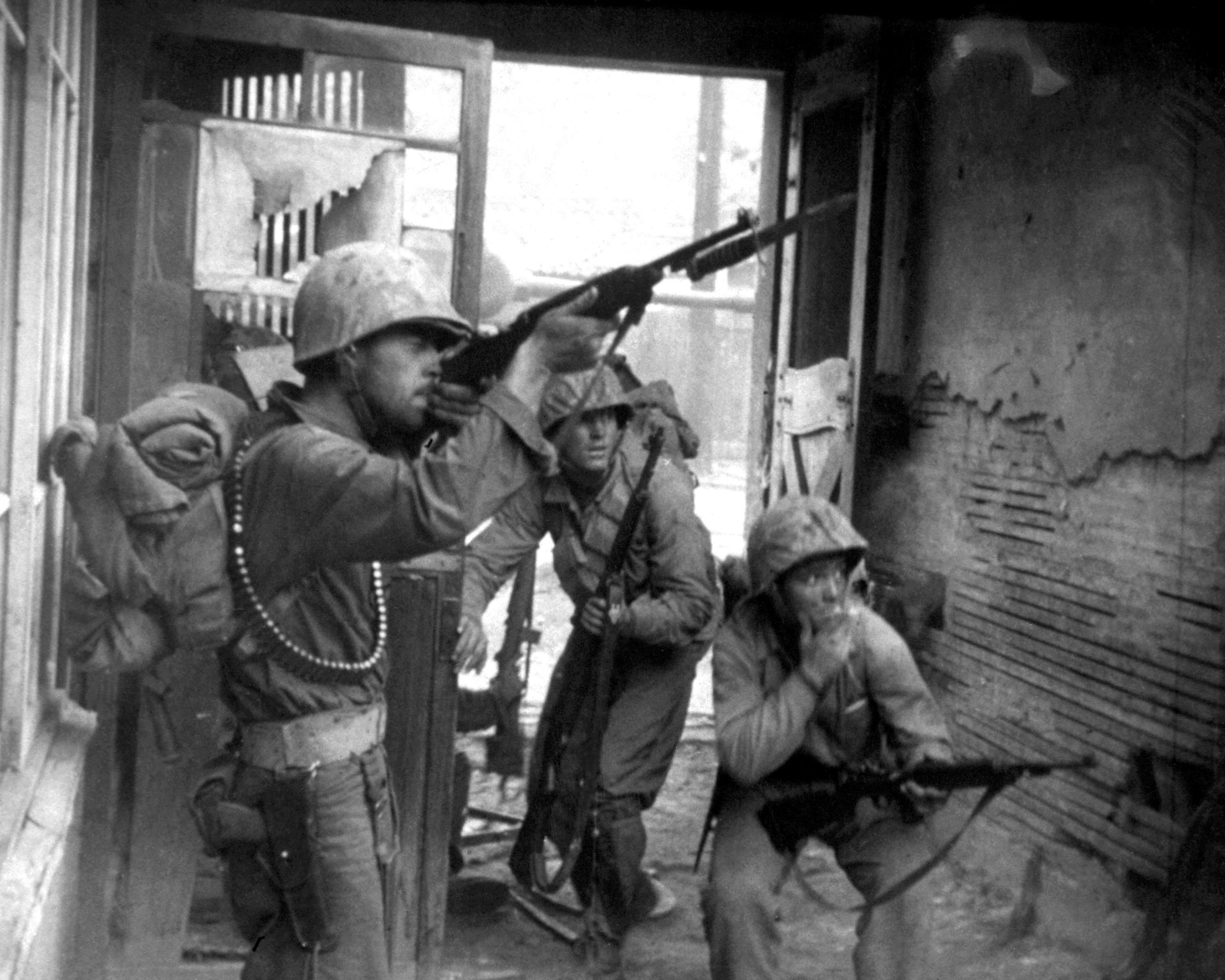
聯合國軍士兵進行巷戰

第二次漢城戰役是指1950年9月底联合国军從朝鲜人民军手中收復漢城（今首爾）的戰役。
在仁川登陸後，联合国军對漢城的進攻十分緩慢且付出了很大的代價。朝鮮人民軍派出一个营的T-34坦克發動反攻，但遭遇伏击并被擊毀。人民军亦派出一些雅克式戰機轟炸仁川港，但只造成了輕微損失。朝鲜人民军嘗試阻擊聯合國軍的進攻，以爭取時間增援漢城及從南面撤出部隊。雖然有警告在攻佔漢城的過程中人民軍可從南方逃走，但麥克阿瑟覺得他必须儘快兌現之前向大韓民國政府做出的收復首都的承諾。 
第二天，運載美軍第7步兵師的船隻到達仁川港，巴爾將軍渴望指揮師團阻擊敵軍從漢城南面發起之行動。9月18日早上，該師第32步兵團的第2營在仁川登陸，該團餘下的單位在該日晚些時間登陸。第二天早上，第2營已向一個海軍陸戰隊營所攻佔在漢城右邊的據點移動，同時，第7步兵師的第31步兵團在仁川登岸，守衛漢城南部公路的任務在9月19日下午6時交給第7步兵師負責，它在漢城部進行了激烈的戰鬥。 
在戰役前，人民军只有一個戰鬥力不強的師在漢城駐守，該師大部份守衛在漢城南部。麥克阿瑟親自監督了第1陸戰團在通往漢城的路上與朝鮮人民軍的戰鬥，鐵鉻行動的指揮權交給了美國第10軍司令愛德華·「尼德」·阿爾蒙德，阿爾蒙德的目標是在9月25日拿下漢城，这一天距离戰爭爆後刚好过去了3個月的時間。9月22日，海軍陸戰隊進入漢城以尋找堅強防守之據點，他們在逐屋爭奪戰中付出較大傷亡。由於渴望宣稱漢城的光復，阿爾蒙德宣佈該城在9月25日被解放，雖然美國海軍陸戰隊此时仍然進行巷戰（在北部郊區仍可聽到槍聲及炮火聲）。

## 引證
1. ↑  Halberstam The Coldest Winter, p. 302.
2. ↑  Hoyt, Edwin P. . New York: Stein and Day. 1984: 98.
3. ↑  http://www.history.army.mil/books/korea/20-2-1/sn26.htm （页面存档备份，存于） . Look at "THE CAPTURE OF SEOUL" Page 541 for casualty figures. Subtract Battle of Inchon casualties from the total Inchon-Seoul casualties from this source
4. ↑  http://www.history.army.mil/books/korea/20-2-1/sn26.htm （页面存档备份，存于） . Page 540
5. ↑  Baldwin, Hanson W., , The New York Times, September 27, 1950: 6  [June 18, 2006], （原始内容存档于2014-04-07）